# Esplosione della carcassa di un cetaceo

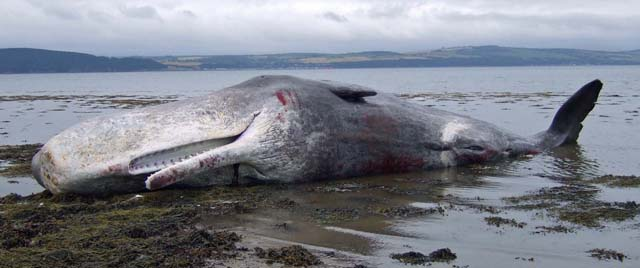
Un capodoglio spiaggiato ad Alturlie Point, in Scozia.

L'esplosione della carcassa di un cetaceo è un fenomeno che può avvenire spontaneamente a causa dei gas esplosivi prodotti dalla decomposizione ed accumulati nell'animale morto o essere provocato artificialmente con dell'esplosivo per distruggere la carcassa stessa.
Tra le esplosioni provocate artificialmente, una delle più note avvenne a Florence, nell'Oregon (Stati Uniti d'America), quando nel novembre del 1970 un capodoglio spiaggiato fu fatto esplodere con mezza tonnellata di dinamite dalla Oregon Highway Division. L'intento era quello di ridurre in parti la carcassa in decomposizione e quindi facilitarne lo smaltimento. L'operazione, però, comportò lo spargimento di grossi pezzi di grasso, carne e organi di balena nel raggio di oltre 240 metri, con danni alle automobili nei dintorni. Tale incidente divenne celebre negli Stati Uniti oltre venti anni dopo lo svolgimento dei fatti, quando il noto autore Dave Barry lo descrisse in una rubrica che teneva sul Miami Herald, e in seguito a livello mondiale, quando il video venne diffuso su Internet, divenendo virale.
Tra i casi di esplosione spontanea, uno dei più noti avvenne a Taiwan nel 2004, quando una carcassa di capodoglio esplose in un'area urbana densamente popolata, durante un trasporto finalizzato all'effettuazione di una autopsia.

## L'esplosione nell'Oregon

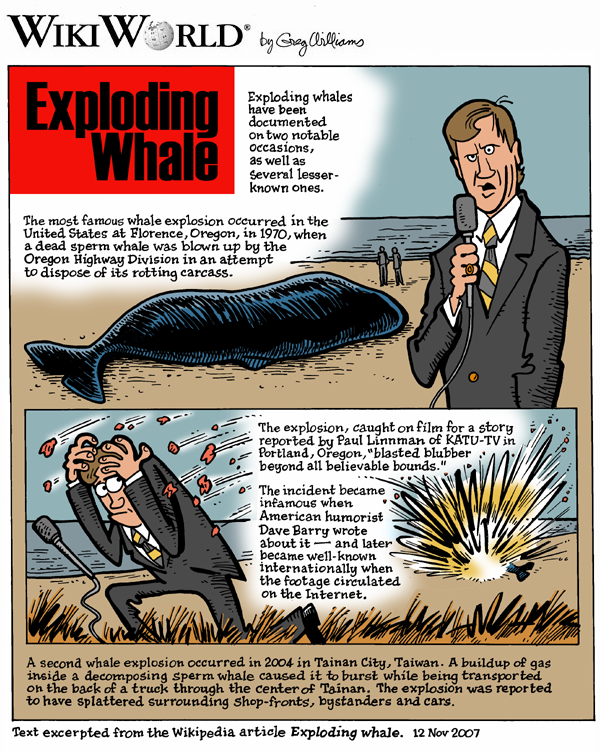
Vignetta sull'esplosione nell'Oregon.

Il 12 novembre 1970 un capodoglio lungo 14 metri e pesante circa 7300 kg spiaggiò a Florence, nell'Oregon. Tutte le spiagge dell'Oregon erano sotto la giurisdizione dell'Oregon Parks and Recreation Department,
ma nel 1970 le spiagge erano ancora classificate come state highway ("strade statali"), per cui la responsabilità delle carcasse spiaggiate ricadeva sulla Oregon Highway Division (divenuta poi Oregon Department of Transportation, ODOT). Dopo una consultazione con alcuni ufficiali della marina statunitense, il dipartimento decise che il modo più semplice di liberarsi della carcassa era usare l'esplosivo: reputando inefficace il seppellimento della carcassa, che sarebbe riemersa presto, si ritenne che la dinamite avrebbe smembrato la carcassa in pezzi sufficientemente piccoli da essere mangiati dai gabbiani e dagli altri animali saprofagi.
Allo scopo fu applicata sulla carcassa mezza tonnellata di dinamite. L'ingegnere responsabile dell'operazione, George Thornton, affermò in seguito in un'intervista video con il giornalista Paul Linnman della KATU-TV di Portland che non sapeva esattamente quanto esplosivo sarebbe stato necessario; successivamente specificò che stava sostituendo l'ingegnere del distretto, che era assente. Walter Umenhofer, veterano originario di Springfield e addestrato all'uso degli esplosivi, si trovava sul posto e riferì a Ben Raymond Lode, reporter di The Springfield News, una conversazione avuta con Thornton, in cui avvisava l'ingegnere che la quantità di esplosivo impiegata era decisamente esagerata (invece delle venti casse impiegate, suggeriva l'impiego di soli venti candelotti di dinamite), sostenendo che Thornton non avrebbe preso in considerazione le sue indicazioni.
L'esplosione sparse grossi pezzi di grasso a distanza dalla spiaggia, nei pressi degli edifici e delle automobili parcheggiate. Solo parte della carcassa fu disintegrata, mentre buona parte rimase sulla spiaggia e venne rimossa dagli addetti dell'Oregon Highway Division. La stessa automobile di Umenhofer, una Oldsmobile nuova di zecca, fu schiacciata da un grosso pezzo di grasso scagliato in aria dall'esplosione. L'esplosione fu ripresa dal cameraman Doug Brazil per un servizio del già citato Linnman. Linnman osservò che gli uccelli, i quali avrebbero dovuto ingerire i pezzi della carcassa, furono spaventati dall'esplosione e tenuti lontani dal fetore. L'episodio suggerì strategie diverse in casi analoghi: nei successivi spiaggiamenti, come nel caso di 41 capodogli nel 1979, le carcasse furono infatti bruciate e sotterrate.
Thornton si difese dalle critiche di Linnman, sostenendo che tutto fosse andato come previsto, eccetto il fatto che l'esplosione avesse scavato una cavità sotto la balena, facendo volare pezzi della carcassa verso gli osservatori e le automobili. Thornton fu promosso diversi mesi dopo l'incidente e ricoprì un posto a Medford per il resto della sua carriera. Quando Linmann lo contattò a metà degli anni Novanta, Thornton affermò che l'operazione era stata a suo avviso un completo successo, trasformato in un disastro solo dai resoconti di giornalisti ostili.
Il racconto della balena esplosa a Florence era stato declassato per anni come leggenda metropolitana, ma la vicenda ritornò all'attenzione del pubblico quando il noto scrittore Dave Barry, nel numero del 20 maggio 1990 della sua rubrica sul Miami Herald, riferì di avere le riprese video della vicenda e scrisse che "qui all'istituto [di ricerca sugli animali esplosi, ironico] le guardiamo spesso, soprattutto alle feste". In seguito la Oregon State Highway Division iniziò a ricevere telefonate dai media, dopo che una versione riassunta dell'articolo era stata diffusa dai BBS con il titolo The Far Side Comes to Life in Oregon ("The Far Side diventa realtà in Oregon", con riferimento a The Far Side, una striscia a fumetti creata da Gary Larson e nota per il suo umorismo surreale). La versione riassunta, pubblicata senza menzionare l'autore, non spiegava che i fatti descritti si erano svolti circa venticinque anni prima. Barry ironizzò sulla faccenda e dichiarò che si aspettava che qualcuno gli mandasse copia dell'articolo "anonimo", chiedendogli di scriverne nella rubrica.
Come risultato di queste omissioni, molti pensarono che la vicenda fosse recente. Un articolo sulla newsletter TranScript dell'ODOT riporta:
Schoaps has fielded calls from reporters and the just plain curious in Oregon, San Francisco, Washington, D.C., and Massachusetts. The Wall Street Journal called, and Washington, D.C.-based Governing magazine covered the immortal legend of the beached whale in its June issue. And the phone keeps ringing. "I get regular calls about this story," Schoaps said. His phone has become the blubber hotline for ODOT, he added. "It amazes me that people are still calling about this story after nearly twenty five years."»
Schoaps ha risposto alle chiamate di giornalisti e di semplici curiosi dall'Oregon, da San Francisco, Washington, D.C. e dal Massachusetts. Ha chiamato anche il Wall Street Journal, il Governing di Washington ha trattato l'immortale leggenda della balena spiaggiata nel suo numero di giugno. E il telefono continua a squillare. "Ricevo regolarmente chiamate a proposito di questa storia" dice Shoaps. Il suo telefono è diventato la hotline del blubber per l'ODOT, aggiunge. "Mi stupisce che la gente continui a chiamare a proposito di questa vicenda dopo circa venticinque anni."»
(Transcript Newsletter)
Il video cui fa riferimento Barry nell'articolo è il servizio di Paul Linnman, comparso successivamente in diversi siti web e divenuto in seguito un popolare meme.
Tali siti hanno attratto le critiche di persone che consideravano la pubblicazione del video come divertimento intorno ad una testimonianza di crudeltà verso gli animali, anche se in realtà la balena era già morta, e le mail di protesta sono state pubblicate dai webmaster.
Uno studio del 2006 stima che il video fosse stato visualizzato complessivamente circa 350 milioni di volte nel complesso dei vari siti che l'hanno pubblicato.
Le linee guida dell'Oregon State Parks Department prevedono attualmente di interrare le carcasse spiaggiate, e se la profondità della sabbia non lo consente vengono prima spostate in qualche altra spiaggia.

## Incidente a Taiwan
Un'altra nota esplosione della carcassa di un capodoglio è avvenuta il 26 gennaio 2004 a Tainan, nell'isola di Taiwan. In questo caso si è trattato di una esplosione avvenuta per cause naturali, dovute all'accumulo di gas nella carcassa in decomposizione. Inizialmente non si era compreso come avesse potuto aver luogo l'esplosione, in quanto avvenuta, inaspettatamente, nella spina dorsale del cetaceo. Successivamente è stato scoperto che l'animale era stato probabilmente speronato da una grossa nave, procurandogli danni alla colonna vertebrale. Il cetaceo è morto dopo essere spiaggiato a Taiwan, e lo spostamento della carcassa ha richiesto l'impiego di 13 ore di lavoro da parte di 50 operai con tre grosse gru per caricarla su un camion.
Il Taiwan News riferisce che, mentre l'animale veniva spostato, "una folla di oltre 600 abitanti del luogo e curiosi, con venditori di cibo da asporto e bevande, sfidava il freddo e il vento pungente per osservare gli operai che tentavano di rimuovere il leviatano marino".
Il professor Wang Chien-ping aveva chiesto di spostare il cetaceo presso la Sutsao Wild Life Reservation Area, dopo che gli era stato negato il permesso di eseguire l'autopsia presso l'università nazionale Cheng Kung di Tainan. Quando è avvenuta l'esplosione il capodoglio si trovava sul camion nei pressi del centro di Tainan, in viaggio verso il laboratorio universitario.
L'esplosione ha sparso sangue e interiora di capodoglio sui negozi, i passanti e le automobili, ma nessuno è rimasto ferito. La BBC News ha intervistato un abitante del posto, di cui non viene menzionato il nome, il quale ha affermato: "Che cosa fetida. Questo sangue e le altre cose fuoriuscite in strada sono disgustose e l'odore è veramente terribile".

## Altri casi

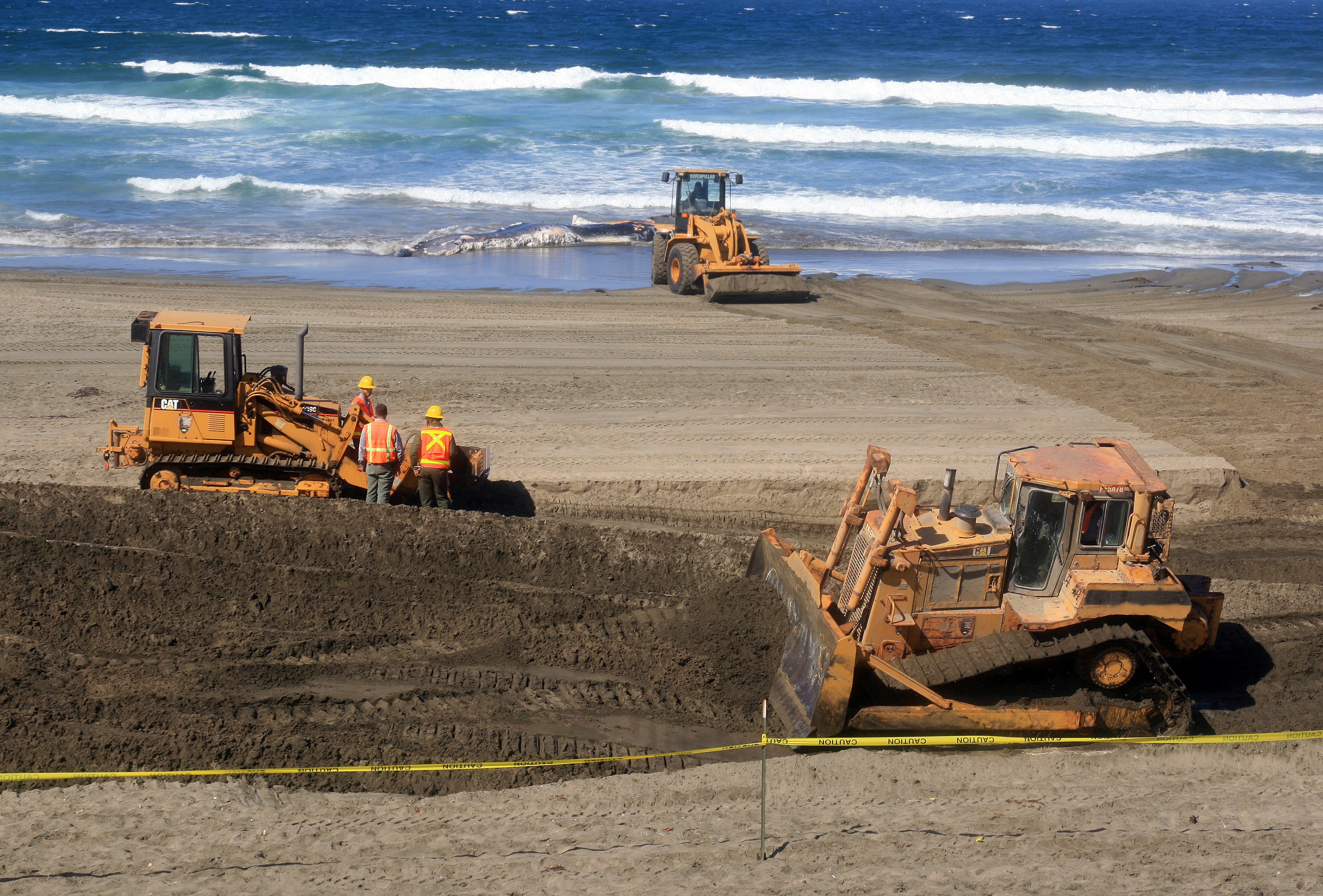
Scavo della fossa destinata ad accogliere la carcassa di una balena, presso Ocean Beach (San Francisco).

- Una balena spiaggiata presso Salt Spring Island, nella Columbia Britannica, si è decomposta fino ad esplodere, e gli abitanti hanno riferito che il suo blubber è rimasto per settimane sugli alberi.[21]

- Le balene morte vengono smembrate con l'esplosivo dai governi sudafricano, islandese e australiano, ma solitamente le carcasse vengono prima trascinate in alto mare.[22][23]
- In Sudafrica sono state fatte esplodere numerose balene. Il 6 agosto 2001 l'esplosivo è stato impiegato per provocare la morte di una megattera spiaggiata in una località a circa 40 km da Port Elizabeth,[24] mentre una balena australe spiaggiata nei pressi di Città del Capo è stata uccisa in maniera analoga il 15 settembre 2005. In quest'ultimo caso le autorità avevano determinato che la balena non poteva essere salvata, e in simili circostanze l'uso di esplosivi è raccomandato dalla Commissione internazionale per la caccia alle balene.[25] Poco tempo dopo l'esplosione della balena di Port Elizabeth, la carcassa di una seconda megattera è stata rimorchiata in alto mare e smembrata con l'esplosivo, perché non costituisse un pericolo per la navigazione.[26] Un'altra esplosione è stata praticata a Bonza Bay il 20 settembre 2004 quando una megattera adulta, morta dopo essere spiaggiata, è stata fatta esplodere in alto mare.[27]

- Una carcassa di balena nel porto islandese di Hafnarfjörður è stata divisa in due parti tramite un'esplosione controllata avvenuta il 5 giugno 2005. I resti sono stati trainati in mare, ma sono presto tornati a riva, per cui si è reso necessario affondarli.[22]
- Il 2 settembre 2010 una megattera malata, lunga nove metri e mezzo, rimasta spiaggiata per due settimane nei pressi di Albany, nell'Australia Occidentale, è stata uccisa dal personale del Department of Environment and Conservation usando l'esplosivo.[23][28] Il dipartimento aveva pianificato di lasciar morire il cetaceo per cause naturali, ma ha deciso di finirlo con l'esplosivo dopo che si era riposizionato su un banco di sabbia.[23]

- Un capodoglio morto è esploso a Við Áir, nelle isole Fær Øer, il 26 novembre 2013, mentre veniva perforato, precauzione presa per far fuoriuscire i gas della decomposizione proprio nel tentativo di evitare una esplosione. Le riprese dell'evento sono state pubblicate da Kringvarp Føroya, rete televisiva nazionale faroese.[29]

- Nell'aprile del 2014 la polizia di Trout River (Terranova e Labrador) ha espresso preoccupazione per la possibile esplosione di una carcassa di balenottera azzurra spiaggiata, che si era gonfiata fino a due volte il volume originale.[30]